# Chlorophyllum rhacodes
Lépiote déguenillée, Coulemelle rougissante
Espèce
Synonymes
- Lepiota rachodes (Vittad.) Quél.
- Macrolepiota rhacodes (Vittad.) Singer 1951

La Lépiote déguenillée ou Coulemelle rougissante, appelée Chlorophyllum rhacodes depuis 2002 (anciennement Lepiota rhacodes), est une espèce de champignons basidiomycètes de la famille des Agaricaceae, caractérisée par un chapeau couvert d'écailles laineuses et recourbées. 
Le genre Chlorophyllum est issu d'un des deux clades (tribus) de l'ancien genre Macrolepiota. Comme la plupart des macrolépiotes, cette espèce est comestible.

## Dénominations
Suivant les auteurs et les régions francophones, on trouvera les noms vulgaires (vulgarisation scientifique) ou noms vernaculaires (langage courant) suivants : 
- Lépiote déguenillée[1],[2],[3]
- Coulemelle rougissante[3],[4],[5]
- Lépiote rougissante[6]
- Lépiote raboteuse[6]
- Lépiote brune[2]

## Description
La lépiote déguenillée est un champignon avec un chapeau (8-18 cm) ovoïde à l'état jeune, s’aplanissant avec l’âge pour devenir légèrement bombé, de couleur gris beige à brun ocre. Squameux, il est couvert d’écailles laineuses recourbées (mèches retroussées brun terne ou brun-gris sur fond à peine plus pâle, seul le centre restant lisse), avec des lames blanches très serrées rougissant au toucher et un long pied (10-20 × 1-1,5 cm) bulbeux, lisse et creux de couleur grise portant un anneau double, épais, coulissant, lisse et blanchâtre. 

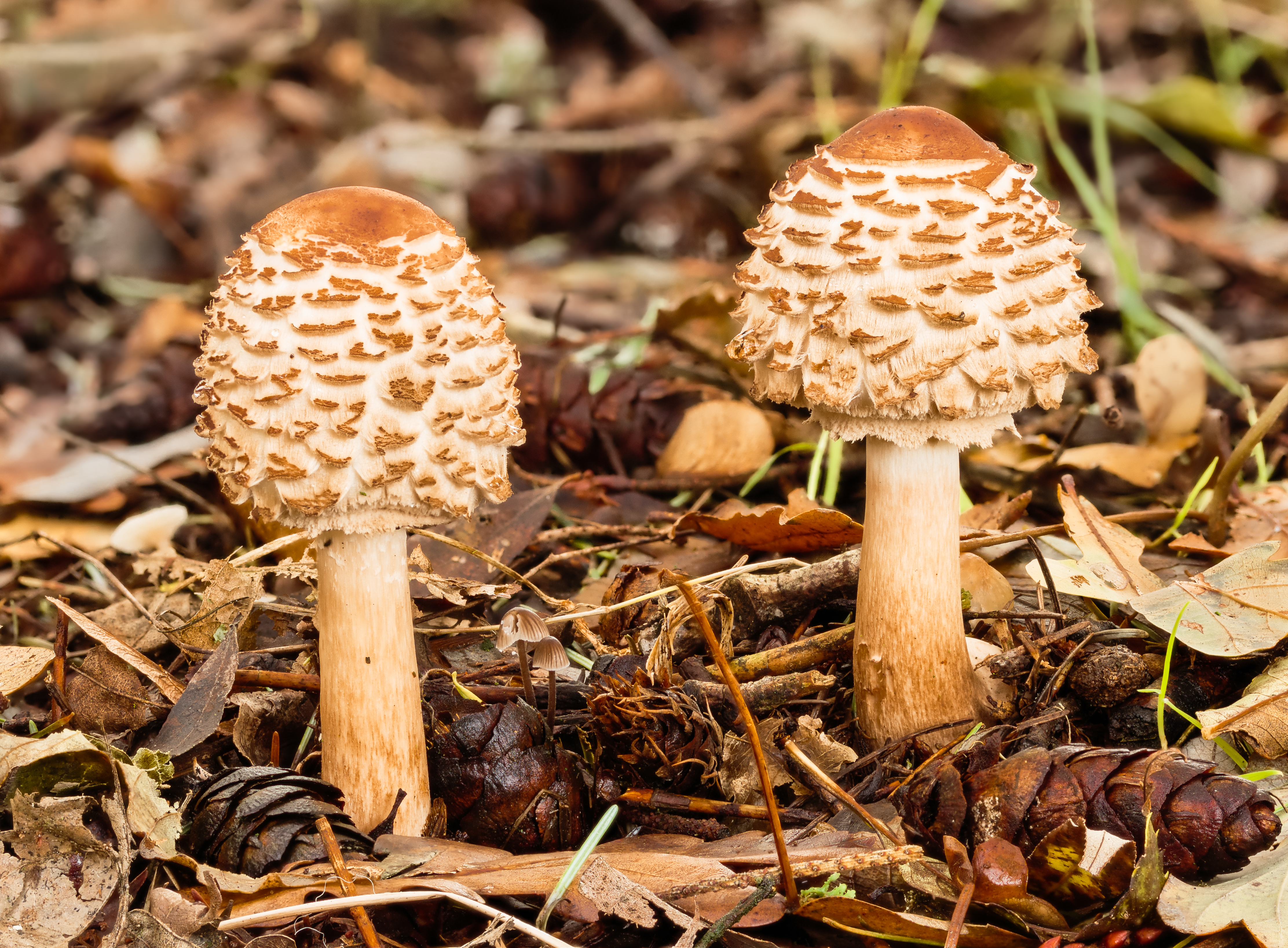
Jeunes lépiotes déguenillées.
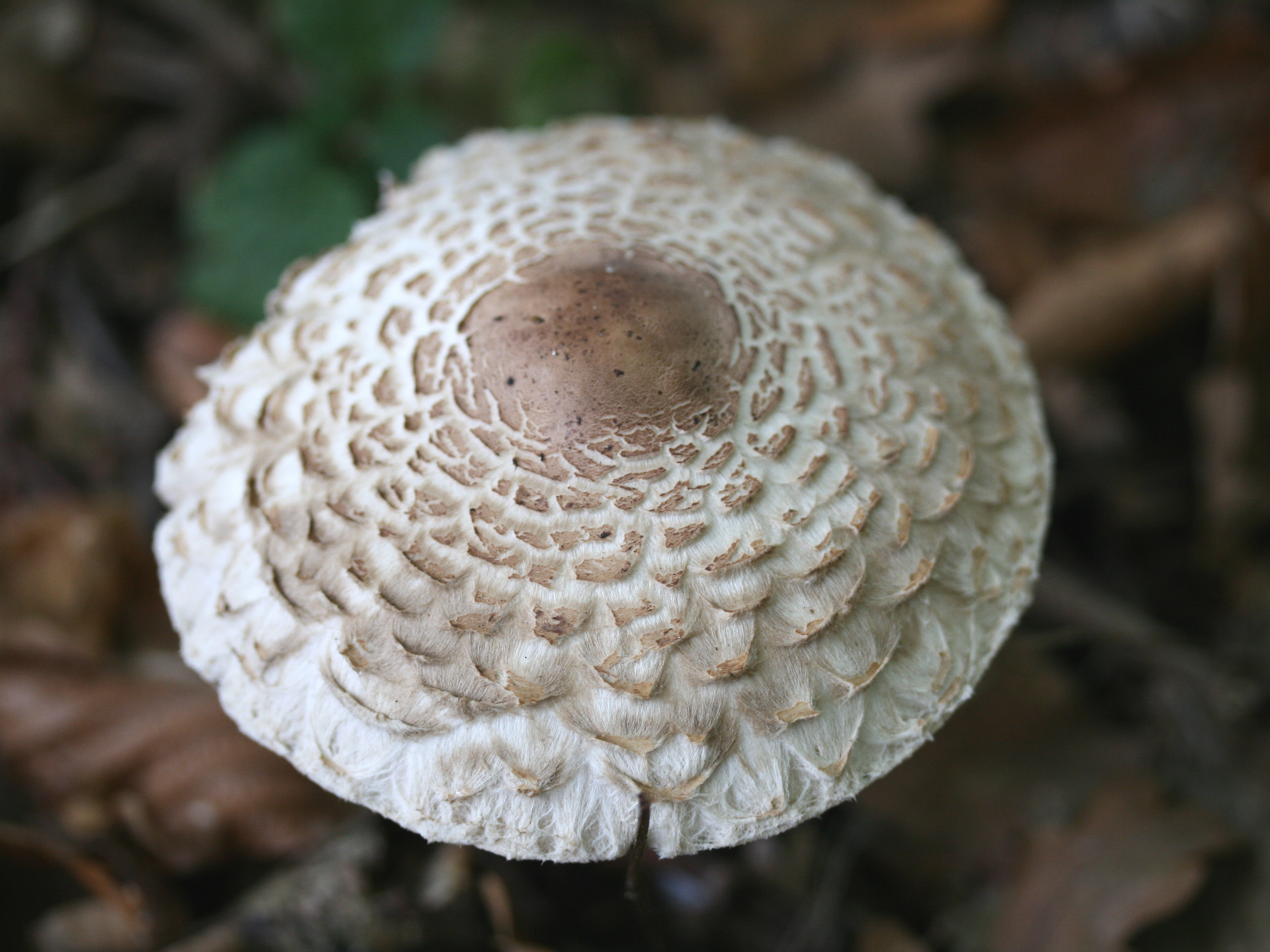
Chapeau de Chlorophyllum rhacodes.
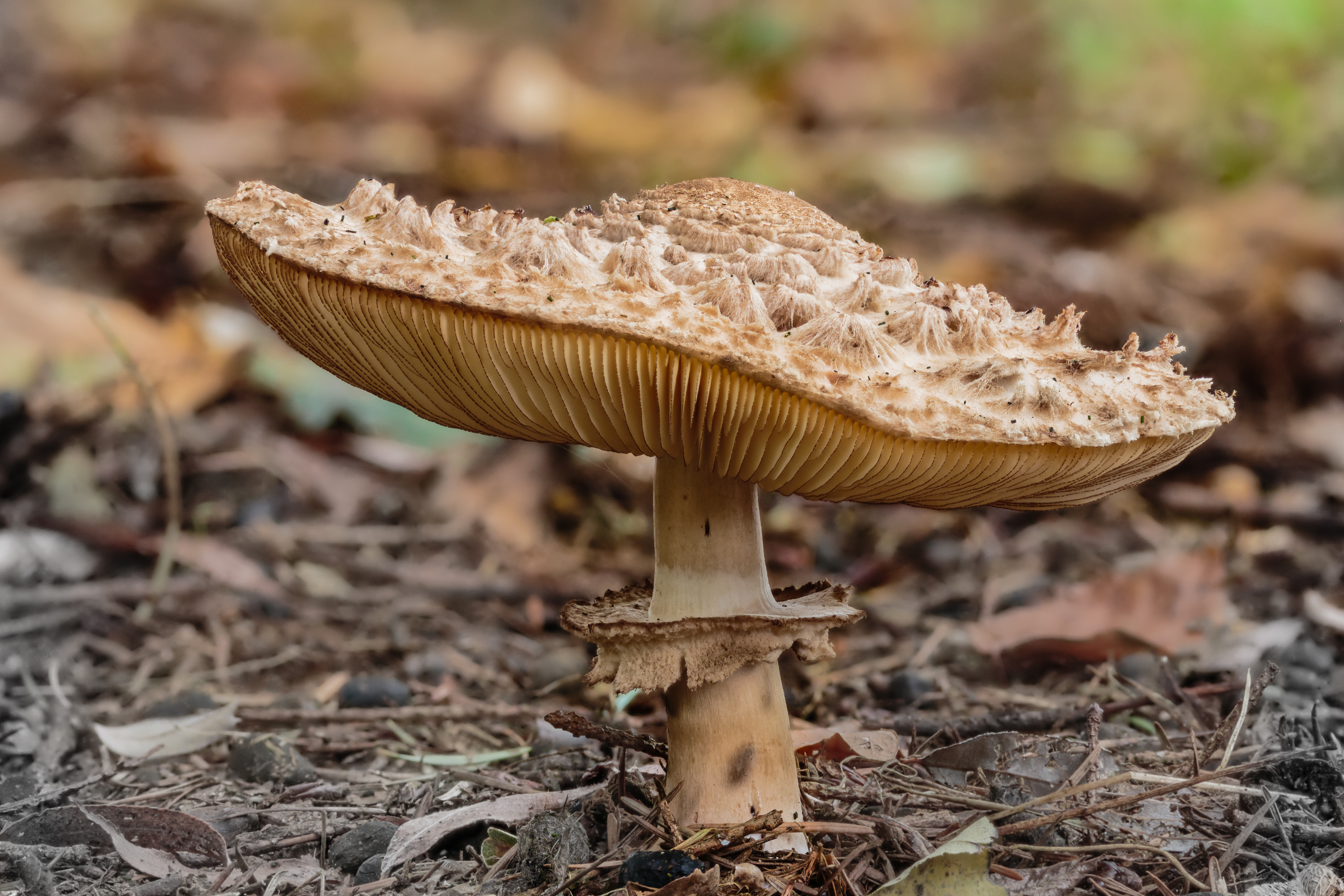
Un Chlorophyllum rhacodes de profil.
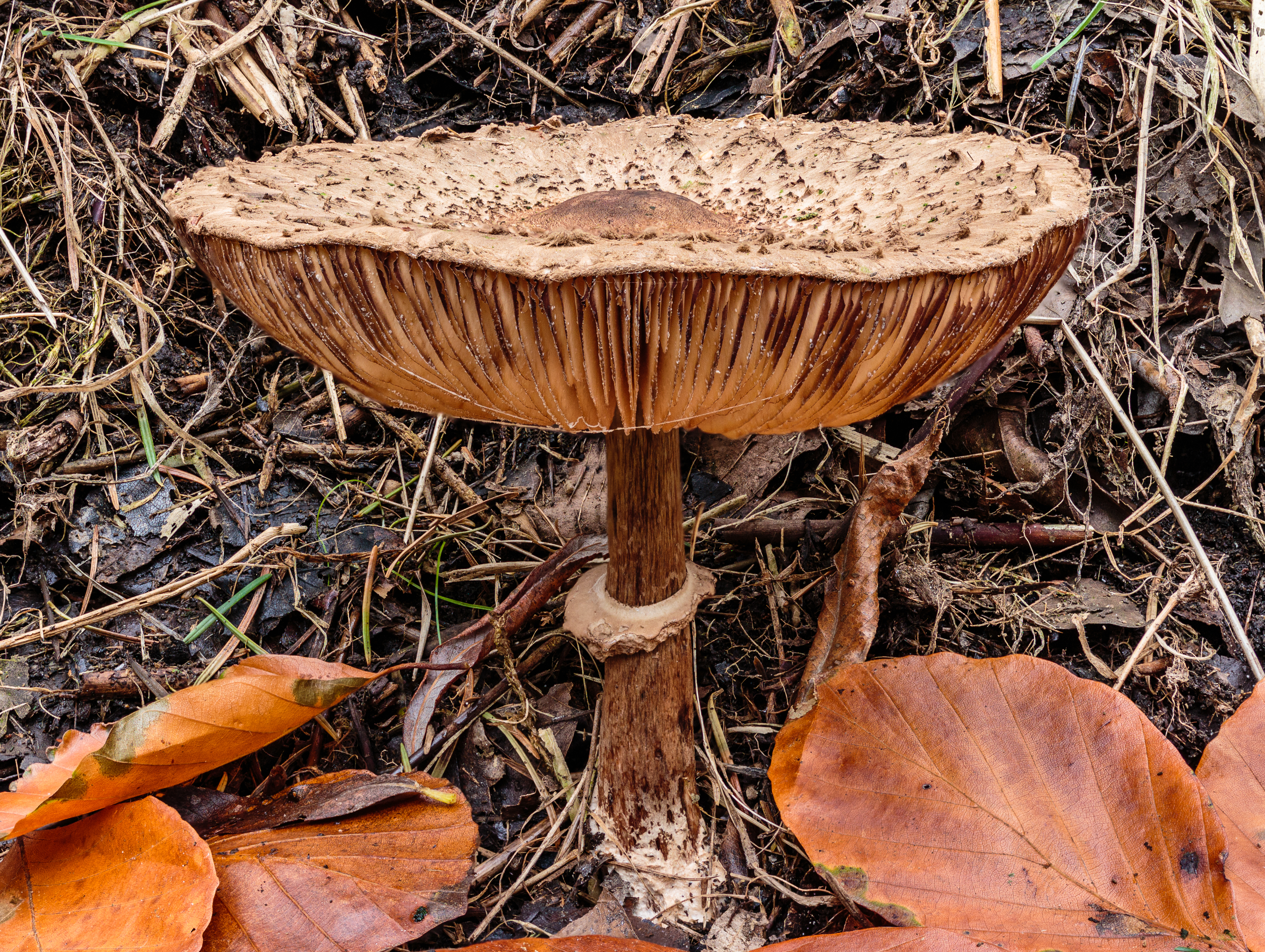
Autre Chlorophyllum rhacodes.

Sa chair est blanche, épaisse et tendre. Elle a une odeur agréable et une saveur douce. 
Tout le champignon se colore de rouge vif et safrané au grattage, à la coupe ou à la flétrissure puis il brunit.  
Il pousse aussi bien sur les sols des bois de feuillus que dans les bois de conifères, mais aussi dans les prairies situées à l’orée des bois, de la fin de l’été à l’automne.

## Taxonomie
L'épithète spécifique rhacodes vient du grec ρακός, qui signifie guenille ou lambeaux.
La lépiote déguenillée était nommée scientifiquement Lepiota rhacodes ou Macrolepiota rhacodes, mais les analyses phylogénétiques divisent le genre Macrolepiota en deux clades, et elle est dorénavant rattachée au genre Chlorophyllum, aux côtés de l'espèce proche Chlorophyllum molybdites.

### Nom scientifique accepté
- Chlorophyllum rachodes (Vittad.) Vellinga, Mycotaxon 83 : 416 (2002)[10],[11]

### Formes
- Lepiota rachodes (Vittad.) Quél., Mém. Soc. Émul. Montbéliard, Sér. 2 5: 70 (1872) f. rachodes[réf. souhaitée]

### Variétés
- Agaricus rachodes Vittad., Descr. fung. mang. Italia: 158 (1835) var. rachodes
- Lepiota rachodes (Vittad.) Quél., Mém. Soc. Émul. Montbéliard, Sér. 2 5: 70 (1872) var. rachodes
- Macrolepiota venenata Bon, Docums Mycol. 9 (no. 35): 13 (1979)
- Macrolepiota rachodes var. venenata (Bon) Gminder, Die Großpilze Baden-Württembergs, 4. Ständerpilze: Blätterpilze II (Stuttgart): 443 (2003)
- Chlorophyllum venenatum (Bon) C. Lange & Vellinga, Micobotánica-Jaén 3(4) (2008)

#### Sous-espèce
- Lepiota rachodes (Vittad.) Quél., Mém. Soc. Émul. Montbéliard, Sér. 2 5: 70 (1872) subsp. rachodes [réf. souhaitée]

### Basionyme et synonymes
Selon MycoBank (1er juin 2013) : 
- Basionyme : Agaricus rachodes Vittad., 1835
- Synonymes homotypiques : 
  - Agaricus procerus var. rhacodes (Vittad.) Rabenh., 1844
  - Agaricus rachodes Vittad., 1835
  - Agaricus rhacodes Vittad., 1835
  - Chlorophyllum rachodes (Vittad.) Vellinga, 2002
  - Lepiota procera var. rhacodes (Vittad.) Quél., 1886
  - Lepiota rachodes (Vittad.) Quél., 1872
  - Lepiota rhacodes (Vittad.) Quél., 1872
  - Lepiota rhacodes var. rhacodes
  - Lepiotophyllum rachodes (Vittad.) Locq., 1942
  - Lepiotophyllum rhacodes (Vittad.) Locq., 1942
  - Leucocoprinus rachodes (Vittad.) Pat., 1900
  - Leucocoprinus rhacodes (Vittad.) Pat., 1900
  - Macrolepiota rachodes (Vittad.) Singer, 1951
  - Macrolepiota rhacodes (Vittad.) Singer, 1951
  - Macrolepiota rhacodes var. rhacodes

## Utilisation culinaire
C'est un très bon champignon comestible, hormis son pied qui est fibreux et coriace. Connu en cuisine sous le simple nom de lépiote ou Coulemelle comme la Lépiote élevée, il est associé à de nombreuses préparations,.
Il peut toutefois dans certains cas provoquer des troubles intestinaux (gastro-entérites) qui seraient dus à la présence d'une forte concentration de nitrates dans le substrat (comme les tas de fumier par exemple).